# فلاویا سارایوا
فلاویا سارایوا (پرتغالی: Flávia Saraiva؛ زادهٔ ۳۰ سپتامبر ۱۹۹۹) ژیمناست هنری زن اهل برزیل است.